# Aderus subcrassicornis
Aderus subcrassicornis é uma espécie de inseto besouro da família Aderidae. Foi descrita cientificamente por Maurice Pic em 1912.